# Rick Meagher
Richard Joseph „Rick“ Meagher (* 4. November 1953 in Belleville, Ontario) ist ein ehemaliger kanadischer Eishockeyspieler und -trainer, der von 1979 bis 1991 für die Montréal Canadiens, Hartford Whalers, New Jersey Devils und St. Louis Blues in der National Hockey League spielte.

## Karriere
Als Junior spielte er für die Boston University in der National Collegiate Athletic Association. Hier zählte er in den vier Jahren stets zu den Topscorern und spielte gemeinsam dort mit Vic Stanfield, Dave Silk und  Mike Eruzione. Trotz starker Leistungen rückte er jedoch nicht ins Blickfeld der NHL-Scouts und wurde nicht gedraftet.
Im Sommer 1977 verpflichteten ihn die Montréal Canadiens als Free Agent. In seinen drei Jahren in der Organisation der Canadiens spielte er jedoch fast nur für die Nova Scotia Voyageurs in der American Hockey League. Nur in seiner letzten Saison 1979/80 kam er zu zwei NHL-Einsätzen für Montreal. 
Zur Saison 1980/81 wurde er an die Hartford Whalers abgegeben. Im Gegenzug erhielten die Canadiens unter anderem das Draftrecht, mit dem sie später Dieter Hegen auswählten. In seinem ersten Jahr spielte er noch oft im Farmteam der Whalers, bei den Binghamton Whalers in der AHL. In der darauffolgenden Saison konnte er sich durchsetzen und bewies mit 24 Toren seine NHL-Tauglichkeit. Kurz nach Beginn der Saison 1982/83 wechselte er gemeinsam mit Garry Howatt zu den New Jersey Devils, während Hartford im Gegenzug Merlin Malinowski und die Transferrechte an Scott Fusco erhielt. Auch hier hatte er in den drei Jahren meist einen Stammplatz und musste nur einmal kurz zurück in die AHL zu den Maine Mariners.
Die St. Louis Blues verpflichteten ihn zur Saison 1985/86. Während bei den Blues Bernie Federko das offensive Spiel machte, wurde Meagher als Defensivspezialist eingesetzt. Er zählte zu den besten Unterzahl-Spielern in der NHL und wurde in der Saison 1989/90 als bester defensiver Angreifer mit der Frank J. Selke Trophy ausgezeichnet. In dieser Spielzeit war er auch Mannschaftskapitän der Blues.
Nach seiner aktiven Karriere war er Trainer der Peoria Rivermen in der International Hockey League, dem Farmteam der Blues und Assistenztrainer bei den St. Louis Blues.

## Erfolge und Auszeichnungen
- 1990 Frank J. Selke Trophy